# Johan Ludvig Heiberg (historiador)
Johan Ludvig Heiberg (27 de novembro de 1854 - 4 de janeiro de 1928) foi um filólogo e historiador dinamarquês.

## Vida
Ele é mais conhecido por sua descoberta de textos anteriormente desconhecidos o Palimpsesto de Arquimedes e por sua edição dos Elementos de Euclides. Ele também publicou uma edição do Almagesto de Ptolomeu.

### Palimpsesto de Arquimedes
O Palimpsesto de Arquimedes é um palimpsesto de códice de pergaminho do século X. Heiberg inspecionou o manuscrito em pergaminho na biblioteca da Igreja do Santo Sepulcro em Istambul em 1906 e percebeu que continha trabalhos matemáticos de Arquimedes que eram desconhecidos dos estudiosos da época. Heiberg foi autorizado pela Igreja Ortodoxa Grega a tirar fotografias das páginas do palimpsesto e, a partir delas, produziu transcrições, publicadas entre 1910 e 1915 em uma obra completa de Arquimedes. O exame do manuscrito por Heiberg foi feito apenas a olho nu, enquanto a análise moderna dos textos empregou raios-x e luz ultravioleta. O Palimpsesto de Arquimedes está atualmente armazenado no Walters Art Museum em Baltimore, Maryland.

## Trabalhos selecionados
- Glossae medicinales  (1924)
- Attiske Gravmæler (1895)
- Euclidis Opera omnia (1883-1916), Leipzig, Teubner, 9 volumes (incluindo os Elementos nos volumes 1-5, 1883-1888), com Heinrich Menge
- Quæstiones Archimedeæ (1879)